# Help!
Help! (прев. Помоћ!) пети је студијски албум енглеског рок бенда The Beatles и звучни запис из истоименог филма. Објављен је 6. августа 1965. године. Албум је продуцирао Џорџ Мартин. Представља пето по реду издање албума у Великој Британији и у свом изворном британском облику садржи четрнаест песама. Седам њих, укључујући синглове Help! И Ticket to Ride, појавило се у филму и заузело прву страну винил албума. Друга страна садржавала је седам осталих издања, укључујући песму која има највише обрада у историји снимљене музике, Yesterday.

## Списак песама
| 1. | "Help!"                             | 2:18 |
| 2. | "The Night Before"                  | 2:34 |
| 3. | "You've Got to Hide Your Love Away" | 2:09 |
| 4. | "I Need You" (Џорџ Харисон)         | 2:28 |
| 5. | "Another Girl"                      | 2:05 |
| 6. | "You're Going to Lose That Girl"    | 2:18 |
| 7. | "Ticket to Ride"                    | 3:09 |

| 1. | "Act Naturally" (Џони Расел, Вони Морисон) | 2:30 |
| 2. | "It's Only Love"                           | 1:56 |
| 3. | "You Like Me Too Much" (Харисон)           | 2:36 |
| 4. | "Tell Me What You See"                     | 2:37 |
| 5. | "I've Just Seen a Face"                    | 2:05 |
| 6. | "Yesterday"                                | 2:05 |
| 7. | "Dizzy Miss Lizzy" (Larry Williams)        | 2:54 |